# Kitadanisaurus
"Kitadanisaurus" es el nombre informal dado a un género de dinosaurio terópodo que vivió a principios del período Cretácico, hace 130 millones de años en el Barremiense de Japón. Fue nombrado por Lambert in 1990, y solo se conoce un diente. Supuso que se trataba de un pequeño carnívoro bípedo. En publicaciones japonesas se especula con que se trate de un ejemplar de la especie Fukuiraptor kitadaniensis, descrito por Azuma y Currie en 2000.
- Datos: Q5960032